# Siti geotermali d'alta quota della regione del mare di Ross
I Siti geotermali d'alta quota della regione del mare di Ross sono una Area Specialmente Protetta dell'Antartide (codice ASPA 175).
L'area protetta comprende tre siti geotermali nella regione del mare di Ross, noti per ospitare comunità biologiche uniche. Si tratta delle aree sommitali del Monte Erebus, sull'isola di Ross, del Monte Melbourne) e del Monte Rittmann, entrambi nella parte settentrionale della Terra Vittoria.
In tutta l'Antartide esistono pochissimi siti con queste caratteristiche, che coprono non più di pochi ettari del continente; il calore dell'attività geotermica ha consentito lo sviluppo di comunità biologiche uniche, che differiscono notevolmente da quelle dei siti geotermali marini.
| Monte Erebus | Monte Melbourne | Monte Rittmann |